# Bengalflorikan
Bengalflorikan (Houbaropsis bengalensis) är en asiatisk akut utrotningshotad fågel i familjen trappar inom ordningen trappfåglar.

## Utseende och läten
Bengalflorikanen är en 66-68 cm lång trapp, både större, mer satt och mer tjockhalsad än liknande mindre florikanen. Hanen är svart på huvud, hals och i flykten är vingarna helvita förutom svarta vingspetsar. Hona och ungfågel är beigebruna med fint bandade, beigevita vingtäckare. Lätet består av kväkande och under spelet ett märkligt surrande ljud, ibland även metalliska och gälla "chik-chik-chik" när den störs.

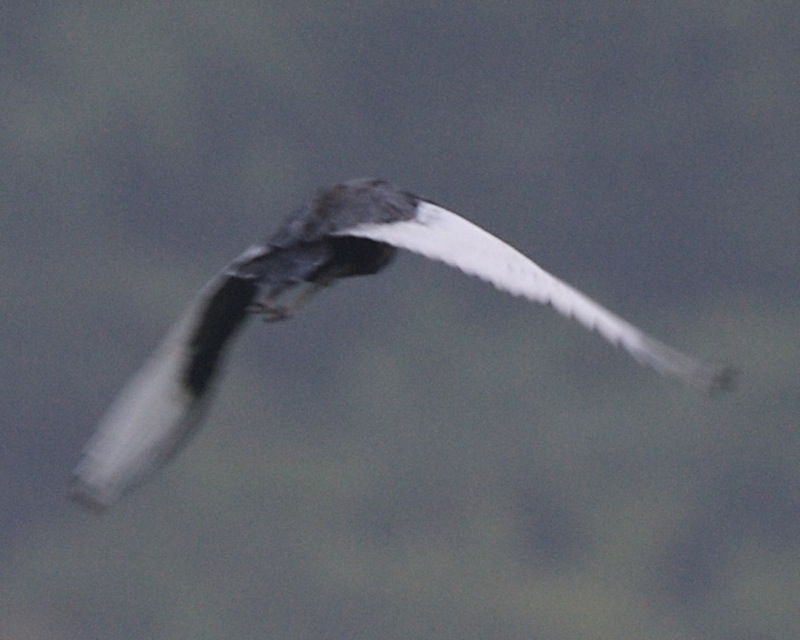

## Utbredning och systematik
Bengalflorikan placeras som enda art i släktet Houbaropsis. Den delas in i två underarter med följande utbredning:
- Houbaropsis bengalensis bengalensis – förekommer på gräsmarker i östra och norra Indien och i Terai i Nepal
- Houbaropsis bengalensis blandini – förekommer från Kambodja till Cochinkina och sydvästra Vietnam

## Status
Bengalflorikanen har en mycket liten världspopulation på uppskattningsvis mellan 250 och 1000 vuxna individer. Den minskar också kraftigt i antal till följd av omvandling av des levnadsmiljö. Internationella naturvårdsunionen IUCN kategoriserar den därför som akut hotad.